# Gilio Bisagno
Gilio Bisagno (Cornigliano, 31 gennaio 1903 – Genova, 16 dicembre 1987) è stato un nuotatore italiano.

## Carriera
È stato forte nelle distanze lunghe dello stile libero vincendo quattro campionati italiani e meritando la convocazione ai giochi olimpici del 1920, edizione in cui ha disputato la finale della staffetta 4 x 200 m stile libero con Antonio Quarantotto, Agostino Frassinetti e Mario Massa.

## Palmarès
| Giochi Olimpici     | 400 m st. libero    | 1500 m st. libero         | 4 × 200 m st. libero |
| 1920 Anversa Belgio | elim. in batteria ' | elim. in batteria 25'18"0 | 5º - ?? :            |

### Campionati italiani
2 titoli individuali e 2 in staffette, così ripartiti:
- 1 nei 400 m stile libero
- 1 nei 1500 m stile libero
- 2 nella staffetta 4 × 200 m stile libero

nd = non disputati
| Anno | Edizione | st.libero 400 m | st.libero 1500 m | miglio lago | st.libero 4×200 m |
| ---- | -------- | --------------- | ---------------- | ----------- | ----------------- |
| 1919 | Estivi   | -               | 2                | 3           | 3                 |
| 1920 | Estivi   | 2               | 1                | nd          | 1                 |
| 1921 | Estivi   | 3               | 3                | nd          | 2                 |
| 1923 | Estivi   | 1               | -                | nd          | 1                 |